# Liste des édifices labellisés « Architecture contemporaine remarquable » du département du Jura
Cet article recense les édifices labellisés « Architecture contemporaine remarquable » du Jura, en France.
Le label « Architecture contemporaine remarquable » remplace depuis 2016 l'ancien label « Patrimoine du XXe siècle ». Il ne prend en compte que des édifices de moins de 100 ans à la date de labellisation, et qui ne sont pas protégés comme monuments historiques.
Au début 2024, le Jura compte 7 édifices ainsi labellisés.

## Liste
| Monument                                                      | Commune  | Adresse                  | Coordonnées                      | Notice     | Date | Illustration                                 |
| ------------------------------------------------------------- | -------- | ------------------------ | -------------------------------- | ---------- | ---- | -------------------------------------------- |
| Établissement régional d'enseignement adapté                  | Crotenay |                          | 46° 45′ 21″ nord, 5° 48′ 39″ est | ACR0000224 | 2004 | Image manquante Téléverser                   |
| Groupe scolaire Jean-Jaurès                                   | Damparis | 23 rue de Bellevoye      | 47° 04′ 06″ nord, 5° 24′ 52″ est | ACR0000225 | 2004 | Image manquante Téléverser                   |
| Centre commercial des Mesnils-Pasteur et logements collectifs | Dole     | Quartier Mesnils-Pasteur | 47° 04′ 36″ nord, 5° 28′ 03″ est | ACR0000227 | 2014 | Image manquante Téléverser                   |
| Institut médico-éducatif                                      | Dole     |                          | 47° 05′ 49″ nord, 5° 29′ 51″ est | ACR0000226 | 2004 | Image manquante Téléverser                   |
| Maison du parc naturel régional du Haut-Jura                  | Lajoux   | 29 rue du Village        | 46° 22′ 30″ nord, 5° 58′ 25″ est | ACR0001786 | 2023 | Maison du parc naturel régional du Haut-Jura |
| Usine Girod Médias                                            | Morbier  | 93 route Blanche         | 46° 32′ 45″ nord, 6° 00′ 53″ est | ACR0000228 | 2014 | Image manquante Téléverser                   |
| Cité Solvay                                                   | Tavaux   |                          | 47° 03′ 19″ nord, 5° 25′ 00″ est | ACR0000229 | 2004 | Image manquante Téléverser                   |